# Dicranosterna
Dicranosterna là một chi bọ cánh cứng trong họ Chrysomelidae.
Chi này được Motschulsky miêu tả khoa học năm 1860.

## Các loài
Các loài trong chi này gồm:
- Dicranosterna ruffoi Daccordi, 2003
- Dicranosterna valica Daccordi, 2003